# Urapteroides
Urapteroides is een geslacht van vlinders van de familie Uraniavlinders (Uraniidae), uit de onderfamilie Uraniinae.

## Soorten
- U. anerces Meyrick, 1886
- U. astheniata Guenée
- U. diana Swinhoe
- U. equestraria Boisduval
- U. fasciata Mabille, 1878
- U. hyemalis Butler, 1887
- U. malgassaria Mabille, 1878
- U. recurvata Warren, 1898
- U. swinhoei Rothschild
- U. urapterina Butler, 1877